# Schirmdorf
Schirmdorf ist ein Ortsteil der Gemeinde Altendorf im Oberpfälzer Landkreis Schwandorf und Mitglied der Verwaltungsgemeinschaft Nabburg.

## Geographie
Schirmdorf liegt in der Region Oberpfalz-Mitte südöstlich der Stadt Nabburg
an den südlichen Hängen des 573 m hohen Pfaffenberges.

## Geschichte
Zum Stichtag 23. März 1913 (Osterfest) war Schirmdorf Teil der Pfarrei Altendorf und hatte 8 Häuser und 55 Einwohner.
Am 31. Dezember 1990 hatte Schirmdorf 41 Einwohner und gehörte zur Pfarrei Altendorf.

## Tourismus
Vom in nördlicher Richtung 4 km entfernten Guteneck kommt der Fränkische Jakobsweg, der mit einer weißen Muschel auf hellblauem Grund markiert ist. Nächste Station am Fränkischen Jakobsweg ist Willhof, 2 km westlich von Schirmdorf.